# E-band
E-band (psáno též jako €-band, původně U nás se svítí) je česká rocková skupina. Fungovala od roku 1984, v roce 2005 se jejím lídrem stal zpěvák a klávesista Oldřich Veselý, který zemřel v roce 2018, čímž kapela ukončila svoji činnost.

## Historie
Skupina U nás se svítí byla založena v Mikulově v roce 1984 výtvarníkem Liborem Lípou. V roce 1999 vydala album Zelená modrá…. Roku 2002 začal na jejich koncertech hostovat jako zpěvák Oldřich Veselý, první vystoupení absolvoval 2. února 2002 v Mikulově, kde zazpíval svoji píseň „Malý princ“ ze stejnojmenné divadelní hry, kterou napsal se Zbyňkem Srbou pro Národní divadlo Brno. Postupně však svůj repertoár, tvořený novými ale i předělanými staršími skladbami, rozšiřoval, takže v létě 2002 již měl jeho blok délku přibližně půl hodiny. Na konci srpna 2003 hrála skupina na několika letních festivalech v Bretani.
V roce 2005 se skupina přejmenovala na E-band, přičemž na konci léta téhož roku z ní odešel Libor Lípa. Oldřich Veselý, který se stal plnohodnotným členem kapely, se s ostatními hudebníky dohodl na dalším používání názvu E-band. Nahrávky skupiny z let 2003–2007, včetně nových verzí některých starších Veselého skladeb, vyšly jako části kompilačních alb Samá voda, přihořívá… (2003) a The Best of Oldřich Veselý 1967–2007. Po několika personálních změnách nahrál E-band v roce 2011 studiové album Restart, jehož vydání předcházelo české turné se skupinou Čechomor. Skupina dále příležitostně koncertovala. Veselý zemřel v roce 2018, čímž E-band ukončil svoji činnost.

## Diskografie
- Zelená modrá… (1999; jako U nás se svítí)
- Samá voda, přihořívá… (2003; několik skladeb na kompilaci; jako U nás se svítí)
- The Best of Oldřich Veselý 1967–2007 (2007; několik skladeb na kompilaci)
- Restart (2011)

## Členové skupiny
- Oldřich Veselý – zpěv, klávesy, programování (2005–2018)[11]
- Petr „Raven“ Krkavec – kytara, programování, vokály (1999/2002?–2018)[11]
- Dalibor Dunovský – baskytara (2008/2009?–2018)
- Pavel Bříza – bicí (2010?–2018)

Bývalí členové:
- Libor Lípa – zpěv, klávesy (1984–2005)[1][11]
- Roman Lang – kytara (uveden 1999)[12]
- Dan Piršč – zpěv, kytara, foukací harmonika, perkuse (2005–2008/2009?)[11]
- Vítězslav Vrbka – baskytara, zpěv (uveden 1999,[12] 2002–2009)[11]
- Milan Esterka – bicí (uveden 1999,[12] 2002–2010?)[11]